# Andrés Gómez Alemán
Andrés Gómez Alemán är en ort i Mexiko.   Den ligger i kommunen Playa Vicente och delstaten Veracruz, i den sydöstra delen av landet, 400 km sydost om huvudstaden Mexico City. Andrés Gómez Alemán ligger 70 meter över havet och antalet invånare är 294.
Terrängen runt Andrés Gómez Alemán är platt. Runt Andrés Gómez Alemán är det mycket glesbefolkat, med 4 invånare per kvadratkilometer. Närmaste större samhälle är San Felipe Cihualtepec, 18,7 km sydost om Andrés Gómez Alemán. Omgivningarna runt Andrés Gómez Alemán är en mosaik av jordbruksmark och naturlig växtlighet.